# 劉憲華
劉憲華（1989年10月11日—），藝名Henry，华裔加拿大籍男歌手、演員、音樂製作人。2008年以韓國男子團體Super Junior-M成員出道，2013年發行個人首張迷你專輯《Trap》，並收錄Henry所組之作曲團隊NoizeBank的歌曲，成為SM娛樂睽違13年再次推出的SOLO男歌手，為演藝圈公認的音樂才子。2014年透過韓國綜藝節目《真正的男人》打開知名度，獲得MBC演藝大賞男子新人賞。2017年藉由《我獨自生活》及《世界上所有放送》再次獲獎拿下男子優秀賞，並發行多首創作單曲，其中《Girlfriend》登上多個韓國音樂平台日榜第一，《It's You》更於2018年及2019年二度成為Spotify韓劇原聲帶年度播放量第一的歌曲。2018年4月約滿離開SM娛樂，一個月後因音樂綜藝《Begin Again 2》再次成為話題人物，並在11月簽約全球經紀公司Monster Entertainment集團同步展開全球活動。曾擔綱電影《美味秘方》主角的Henry，2019年正式進軍好萊塢主演電影《狗狗的旅程》，並推出首部華語電影《征途》。2020年，時隔六年發行新專輯《JOURNEY》正式回歸。2023年，擔任《2023中国好声音》導師。

## 早年生活
Henry出生於加拿大多倫多，父親為香港人，母親為臺灣屏東人。他在位於多倫多北約克的惠柳第社區長大。6歲學小提琴、7歲學鋼琴，曾獲加拿大安大略省冠軍，為昃臣中學小提琴首席，2005年開始接觸電子小提琴。高中時看到他人表演而開始練習街舞，放學便與朋友在家中地下室練習舞蹈，一年後開始popping競賽及表演，在學期間已是校園風雲人物，同時擔任小提琴及街舞社社長，並開始將之融合表演。2006年，因韓籍朋友推薦，參加SM娛樂公司舉辦的全球選秀入選。Henry原本計划成為小提琴手，在參加SM選秀前未有成為藝人的打算，通過SM甄選後又參加了多倫多大學的面試，同時錄取音樂教育專業及小提琴演奏專業，並提前從高中畢業，決定前往韓國之前，曾進入多倫多大學修習相關課程。

## 生涯

### 2007年：首次露面，螢幕亮相
- 成為SM旗下藝人後，Henry開始在韓國學習韓文，再以韓文同步學習中文，幾個月便通過練習生階段，並出演Super Junior二輯《Don't Don》MV客串小提琴表演，9月21日作為特別嘉賓首次出現在正式舞台上，同時也在綜藝節目上亮相。當時傳言SM娛樂公司打算讓Henry加入Super Junior，成為第十四名成員，因此Super Junior的歌迷打出「Only 13」口號，拒絕任何新成員加入，導致反對Henry的呼聲高漲[7]。

### 2008年：分隊成員，團體出道
- 2008年4月8日，公司推出專攻華語圈的新子團Super Junior-M，Henry成為新子團成員正式出道。即使已加入子團，非屬母團成員，多年來仍有部分團體粉絲反對Henry。因Super Junior-M包含部分母團成員，僅於華語地區發展，故母團活動時子團即暫停。2014年3月發行第二張迷你專輯後，直至2018年Henry合約期滿，4年間並無任何團體回歸計畫。

### 2010年：美國進修，作曲團隊
- 2010年2月，在Super Show2台灣場演唱會中，Henry公開第一首個人創作歌曲《Sick of Love》特別舞台。同年亦為所屬團體Super Junior-M的空白期，Henry獲得美國伯克利音樂學院全額獎學金[8]，主動向公司提出進修請求並且入學，後來因團體活動而休學返韓。回韓Henry聯繫伯克利音樂學院的朋友，以Henry為首組成Noize Bank四人創作團隊[註 2][9]。從2010年起，Henry開始替所屬團體、母團與其他分隊、以及演唱會表演編寫歌曲，後期更擴展至其他藝人，其中《表白》是第一首由Henry個人演唱的中文創作。

### 2013年：Solo出道，電影主角
- 因子團身分尷尬，長達五年時間隱身於子團體下，除了華語圈的團體行程之外，幾乎沒有其他活動空間，但Henry堅持不懈，4年間持續向公司提交歌曲尋求發表可能，終於在第4年獲得發行專輯的機會，並親自設計專輯概念及造型，2013年正式展開在韓國的活動。2月，首先參加了烹飪選秀節目《廚神當道韓國版-名人料理賽》；5月，SM娛樂公司宣布Henry將成為SM公司睽違13年來再次推出的Solo男歌手，並且在5月31日公開預告片。6月7日發布首張個人迷你專輯《Trap》，包含Noize Bank的創作歌曲。公佈MV當天Henry在KBS音樂銀行進行Solo出道舞台，並於8月13日在台灣舉辦簽名會，吸引逾3千名粉絲到場支持[10][11]。
- 同年，Henry首次登上大螢幕挑戰男主角，與楊紫瓊、黃經漢領銜主演電影《美味秘方》[12][註 3]，並拜名廚李連福為師進行數個月的廚藝訓練。該片接連入選多倫多影展、聖賽巴斯提安影展等國際性影展，並獲邀為第33屆夏威夷國際電影節開幕影片、2014年獲選為 柏林影展「美食大觀」觀摩單元。

### 2014-2015年：綜藝戲劇新星
- 2014年，Henry在綜藝節目《真正的男人》中展現多樣魅力[13][14][15]，創造「Neck slice」、「1도 모르겠다(1點也不知道)」等流行語，廣受大眾喜愛，成為各個節目爭相邀請的對象。3月29日在《Star King》以鋼琴、小提琴與舞蹈的綜合表演反轉四次元形象，音樂才華引起網友熱烈討論[16]，更被票選為最具好感外國藝人第一名[17]，同時接下雪碧及肯德基代言，並獲得2014年MBC演藝大賞新人賞。同年7月14日，Henry帶著第二張迷你專輯《Fantastic》回歸樂壇[18]，10月8日正式在日本發行專輯出道，12月則接下《Always Cantare》首檔音樂綜藝。
- 2015年，Henry首度以韓語挑戰戲劇。年初先以言語不及格者的角色同名出演音樂電視劇《七顛八起具海拉》[19]，並以劇中組合Team Never Stop[註 4]發布多首OST；年底則在浪漫喜劇《Oh My Venus》中扮演金志雄的角色，與蘇志燮、成勛組成健身三兄弟[20]，OST《Beautiful Lady》亦為Henry所譜寫[21]。綜藝方面，3月與金藝元參加《我們結婚了4》成為幸運夫婦[22]，因突發原因使幸運夫婦僅維持三個月便宣告結束[23]；6月，Henry再次出演音樂綜藝《Always Cantare第2季》，最終於7月19日舉行戶外公演；接著7月合流加入《我朋友的家在哪裏》加拿大篇，並創下該節目之最高收視[24]。

### 2016年：主力綜藝，海外往返
- 公司將Henry的重心擺在綜藝，連續不斷的韓國綜藝邀請，更接下中國多檔固定綜藝，如《放開我北鼻》等節目，全年度中韓兩地頻繁往返。音樂方面無太多發展，因此Henry多透過個人或SM官方頻道分享翻唱影片。10月在SM Station與昭宥合作發行數位創作單曲《我們倆》。
- 同年，SM娛樂將Henry與少女時代Tiffany的聲音用於人工智慧秘書喇叭，並在世界最大的電子展公開[25]。11月，Henry成為杜拜旅遊宣傳大使，為其拍攝了中、英、韓三種語言的宣傳影片。

### 2017年：二次高峰，回歸音樂
- 與公司達成共識，雖與2016年相同海外綜藝滿檔，但在音樂領域終於有所突破，Henry開始以創作歌手的定位進行多樣化的活動。年初與何炅、黃磊共同出演《嚮往的生活》在中國的知名度上升。1月20日，Henry首次出演《我獨自生活》，因隨興的音樂表演引起觀眾熱議，隨後便成為固定彩虹成員，與演員李時言、漫畫家旗安84組成三傻。自Henry加入後，網友便評價當前會員為節目開播以來最具化學效應的組合。在《柳熙烈的寫生簿》中創作的歌曲《Girlfriend》更受到大眾喜愛，紛紛投稿至經紀公司要求公開，音源發布後隨即得到音源排行榜榜首的好成績[26]。3月18日出演《認識的哥哥》，Henry帶著主持人合力完成節目主題曲，並於第70集播出完整版，爾後大約以一月一首的速度發表創作歌曲但不進行宣傳，其中英文歌曲《It's you》在10月4日作為韓劇《當你沉睡時》OST公開[27]。而節目中Henry開朗正面的形象也獲得廣告商青睞，陸續接下多個代言[28]。
- 6月，Henry成為音樂綜藝節目《雪球計劃》SM方的音樂製作人[29]，展現出色的音樂才華及綜藝效果，知名音樂製作人尹鐘信更多次在節目中給予他高度評價[30]。節目相關人士曾透露將製作第二季，隔年Henry約滿離開所屬社，該節目至今未能繼續進行。另外因所屬團體久未活動，Henry近年皆以個人身分發展，公司於6月12日公布Henry個人官方粉絲名正式確定為Strings，並於10月11日舉辦首場個人生日Party。
- 年末，Henry藉由《我獨自生活》及《世界上所有放送》兩節目拿下2017年MBC演藝大賞男子優秀賞[31]。透過《世界上所有放送》等節目認證2017年Henry在韓國各年齡層的認知度極高，並屢屢登上熱門搜尋，使《我獨自生活》成為Henry繼2014年《真正的男人》之後的又一代表作。

### 2018年：出道十年，Begin Again
- 4月29日，Henry與SM娛樂簽署的第一份合約期滿，選擇不再與之續約[32]，所屬社代為表示Henry未來將設立個人企劃社繼續日後的演藝活動[33]。7月9日，Henry的工作室成立，並開設了個人Vlive頻道[34]，正式宣告其演藝事業的新開始，並修正過往SM選擇的路線，大幅減少了海外綜藝節目。
- 5月中旬，Henry前往歐洲街頭公演的音樂綜藝《Begin Again 2》開始播出，自Family Band組合[註 5]播出後節目討論度大增，觀眾紛紛誇讚其為歷代級組合[35][36]。其中由Henry改編演唱的Youth在Naver TV上突破百萬觀看數反應相當熱烈[37][38]，有別於以往的綜藝節目，該節目讓更多觀眾認識到Henry的不同面貌，製作人也在訪問中提及Henry是節目中最受矚目的兩位音樂人之一[註 6][39]。此外，Henry的音樂也持續透過各種不同的方式展現，包含為電影《西遊記·女兒國》片尾曲改編之女兒情[40]，並且在電影首映會與兒時的老師郎朗[41]攜手合作演出。
- 代言方面則是陸續接下知名品牌廣告[42]，其中不乏出自Henry之手的廣告歌曲。包含韓律、國民咖啡Maxim、SK Broadband、以及人氣零食烏龜玉米脆片，也是該品牌首度同時由一位藝人接下兩地代言[43]。
- 10月底舉辦第二次個人見面會，除了《Begin Again》成員河琳（朝鲜语：하림 (가수)）與尹度玹主動要求出席給予後輩支持外[44]，專屬應援手燈也在此時正式推出，並在當月接下了首檔中國固定音樂類型節目《聲入人心》。
- 11月7日，與全球經紀公司Monster Entertainment Group簽訂專屬合約，成為旗下第一位藝人[45][46]。

### 2019年-2020年：六年等待，專輯回歸
- 音樂方面，從2019年初便開始進行各種音樂發表。先是受到g.o.d邀請，與IU等人重新演繹《路》並收錄於其20周年紀念專輯中[47]，而後演唱MBC 品牌歌曲[48]、為韓國通訊軟體KakaoTalk更新鈴聲[49]、參與OST其中包含了英雄聯盟2020世界大賽主題曲《Take Over》[50]，同時也和品牌共同推出《Henry's One Take》系列表演[註 7]及歌曲《Trust Your Pace》[51]，並與英國電子樂團Clean Bandit及美國嘻哈團體Far⋆East Movement為音樂計畫分別合作新歌《Open To More》及《Nice Things》。除此之外，個人創作歌曲也持續推出，以《Idol Room》音樂家特輯中半公開的《Untitled Love Song》為起始[52]，接連公開新歌《I Luv U》、《Don't Forget》及《Thinking of You》，並首次正式發表個人中文歌曲《可是我愛你》。2020年11月18日，推出時隔六年的第三張創作迷你專輯《JOURNEY》，亦是獨立後發行的首張專輯，並打破自身最高銷量紀錄[53]，獲得Goan銷量周榜第一的成績。
- 影視方面，2019上半年最大限度地減少行程來錄製音樂[54]，因此年初已辭退《嚮往的生活》第三季，但是因《我獨自生活》主持群更動面臨了自2017年全盛期後的最大危機[55]，Henry調整日程於3月底重回演播室現場支援一個月，而後便投入音樂綜藝《Begin Again 3》錄製，因觀眾不斷要求Family Band[註 5]重組，於是Henry再度出演該節目[56]，2020年接續參加《Begin Again Korea》、《Begin Again Reunion》。與此同時，Henry再次跨足電影界，2018年結束為期半年的兩部電影拍攝工作[57]，2019年5月正式進軍好萊塢電影《狗狗的旅程》，並前往洛杉磯宣傳一周[58]，同時為中國區推出電影推廣曲《當你孤單你會想起誰》，8月再偕同女主角出席韓國特映會等活動。首次以中文挑戰的電影《征途》[註 8]也在2020年上映，並搭配由Henry所演唱的中文主題曲《別離開》。
- 2019年起在其他領域上也有所發展。包括開始出席時裝界活動，參與法國品牌愛馬仕初次在韓國舉行的時裝展走秀、受邀作為2019年世界棒球12強賽韓國與波多黎各之官辦熱身賽的開球嘉賓[59]。廣告方面，在代言之外還獲得了2019年MTN放送廣告節的CF Star賞以及觀眾最優秀賞[60]，並在2020年歐洲最大電子展IFA線上展示了由Henry全英文導覽的影片[61]。另外，除了以捐贈義賣參與公益活動，Henry也先後擔任非營利組織救助兒童會以及國際疫苗研究所的宣傳大使，更受韓國文化體育觀光部委任為《夢想管弦樂團》宣傳大使[註 9]，出演其十周年音樂會[62]，並在疫情蔓延之際，考量民眾無法出門，率先規劃舉辦多場室內Live演唱會為粉絲帶來表演[63]，其中也參與了Naver旗下所舉辦的線上公益音樂節《Now Fest 2020》。
- 2020年，Henry開始分別於各平台製作不同的內容。首先在個人Youtube頻道節目《Henry More Henry》推出了Henry Together系列尋找英才合作廣受好評[64]，訂閱人數突破百萬[註 10]，以此為契機登上韓國《富比世》雜誌封面年度影響力Youtuber、GQ雜誌年度人物，並獲韓國藝術委員會頒發年度藝術支援者大賞[65]，同時間開始拍攝的一人獨自在家自娛的Tiktok影片也是話題性十足，成為了Tiktok匠人[66]，以該內容接下了新代言[註 11]，官方Facebook上則是推出Henry's One Take Music系列分享幕後音樂故事。另，10月24日發表官方個人Logo，26日正式開啟出道以來第一個官方粉絲社群[67]。

## 粉絲名稱
原有的非官方粉絲名稱為「Strings」（琴弦），也有人使用「LauDest」（聲音以及名氣響亮的意思，同時加入了Henry姓氏的英文拼寫Lau），兩個名字Henry皆在社群網站上使用過。2017年公司在官網公開向粉絲徵求，並於6月12日公布由最多粉絲投稿的「Strings」作為官方Facebook網名「HenrysStrings」，並納入當年度生日會活動名稱，自此「Strings」正式成為Henry的官方粉絲名。另，2020年與粉絲共同將《Henry More Henry》頻道觀眾取名為Hennims（헨님이），有亨小太陽之意。

## 影視作品
- Henry More Henry（節目）
- Final Recipe 花樣廚神（電影）
- A Dog's Journey 狗狗的旅程（電影）
- Double World 征途（電影）
- Oh My Venus 我的維納斯（戲劇）
- Dramaworld2 韓劇世界2 （戲劇）

## 音樂作品
此處僅列示個人作品，團體作品參見：Super Junior-M音樂作品列表

### 迷你專輯
| 專輯 # | 專輯資料                                                                    | 曲目 |
| 1st    | 《Trap （页面存档备份，存于）》 - 發行日期：2013年6月7日 - 語言：韓語、英語 | 曲目 1. Trap（feat.圭賢、SHINee 泰民） 2. 1-4-3（I Love You） 3. My Everything 4. Ready 2 Love 5. Holiday 6. I Would                                                                                      |
| 2nd    | 《Fantastic （页面存档备份，存于）》 - 發行日期：2014年7月14日 - 語言：韓語 | 曲目 1. Fantastic 2. Bad Girl（feat.EXO 燦烈） 3. Need You Now（feat.Infinite Hoya） 4. Saturday 5. Butterfly（feat.SM ROOKIES 瑟琪） 6. 자꾸자꾸（You）                                                  |
| 3rd    | 《JOURNEY》 - 發行日期：2020年11月18日 - 語言：韓語、英語、華語             | 曲目 1. RADIO 2. Hands Up（feat.pH-1） 3. 지금이야（Right Now） 4. Just Be Me 5. 우리집（Come Over） （feat.Gray、金高銀、朴娜萊、朴俊炯、全炫茂、Jessi、韓惠珍） 6. 難忘的RADIO 7. RADIO（Instrumental） |

### 日文單曲
| 單曲 # | 單曲資料                                             | 曲目                                                             |
| 1st    | 《Fantastic》 - 發行日期：2014年10月8日 - 語言：日語 | 曲目 1. Fantastic 2. TRAP 3. Fantastic（Inst.） 4. TRAP（Inst.） |

### 數位單曲
| 單曲 # | 單曲資料                                                                                              | 曲目 | Music Video |
| 1st    | 《1-4-3 (I Love You)》 - 發行日期：2013年8月23日 - 語言：韓語、英語                                   | 1. 1-4-3 (I Love You)（feat f(x) Amber） 2. 1-4-3 (I Love You) （Acoustic ver.） 3. 1-4-3 (I Love You) （Noizebank Extended Remix） 4. Trap (English ver.） | - 1-4-3 (I Love You) （页面存档备份，存于） - 1-4-3 (Acoustic ver.) （页面存档备份，存于）                                                                                        |
| 2nd    | 《我們倆(Runnin')》 - 發行日期：2016年10月14日 - 語言：韓語 - 備註: SM STATION單曲、創作單曲          | 1. 我們倆（與昭宥） 2. 我們倆（Inst.） | - 我們倆(Runnin') （页面存档备份，存于） |
| 3rd    | 《想念Girlfriend》 - 發行日期：2017年3月18日 - 語言：韓語 - 備註: 創作單曲                            | 1. 想念(Girlfriend) | - 想念Girlfriend （页面存档备份，存于） |
| 4th    | 《Real Love》 - 發行日期：2017年4月29日 - 語言：韓語 - 備註: 創作單曲                                 | 1. Real Love(사랑 좀 하고 싶어) | - Real Love （页面存档备份，存于） - Real Love (Live Ver.) （页面存档备份，存于）                                                                                                 |
| 5th    | 《Real Love(Acoustic Version)》 - 發行日期：2017年5月10日 - 語言：韓語 - 備註: 創作單曲               | 1. Real Love (사랑 좀 하고 싶어) (Acoustic Version) | - Real Love (Acoustic Version) （页面存档备份，存于） |
| 6th    | 《I'm Good》 - 發行日期：2017年6月22日 - 語言：韓語 - 備註: 創作單曲                                  | 1. I'm Good 끌리는 대로（Feat. nafla） | - I'm Good （页面存档备份，存于） - I'm Good (Live Band Ver.) （页面存档备份，存于）                                                                                              |
| 7th    | 《That One》 - 發行日期：2017年8月30日 - 語言：英語 - 備註: 創作單曲                                  | 1. That One | - That One （页面存档备份，存于） - That One (Live Band Ver.) （页面存档备份，存于） - That One (piano Ver.) （页面存档备份，存于） - That One (Live Ver.) （页面存档备份，存于） |
| 8th    | 《U&I》 - 發行日期：2017年9月15日 - 語言：韓語 - 備註: SM STATION單曲、創作單曲                       | 1. U&I(쟤 보지 마)（與少女時代 Sunny） 2. U&I（Inst.） | - U&I （页面存档备份，存于） |
| 9th    | 《Monster》 - 發行日期：2018年2月2日 - 語言：中文、英語、韓語 - 備註: 創作單曲                        | 1. Monster（English Ver.） 2. Monster（Korean Ver.） 3. Monster（Chinese Ver.）                                                                             | - Monster（English Ver.） （页面存档备份，存于） - Monster（Chinese Ver.） （页面存档备份，存于）                                                                                 |
| 10th   | 《hey bro》 - 發行日期：2018年11月1日 - 語言：韓語 - 備註: 創作單曲、廣告主題曲                       | 1. hey bro | - hey bro （页面存档备份，存于） |
| 11th   | 《Untitled Love Song》 - 發行日期：2019年5月9日 - 語言：韓語 - 備註: 創作單曲、專輯先行曲             | 1. Untitled Love Song | - Untitled Love Song （页面存档备份，存于） |
| 12th   | 《I Luv U》 - 發行日期：2019年8月9日 - 語言：韓語 - 備註: 創作單曲                                    | 1. I Luv U | - I Luv U （页面存档备份，存于） - I Luv U（Live Ver.） （页面存档备份，存于） |
| 13th   | 《 I Like It（你怎么这个樣子）》 - 發行日期：2019年8月22日 - 語言：中文 - 備註: 創作單曲              | 1. I Like It（Feat Far⋆East Movement） | |
| 14th   | 《Don't Forget（한강의 밤）》 - 發行日期：2019年10月20日 - 語言：韓文 - 備註: 創作單曲                | 1. Don't Forget（Feat Rocoberry） 2. Don't Forget（Inst.）                                                                                                  | - Don't Forget （页面存档备份，存于） |
| 15th   | 《可是我愛你》 - 發行日期：2019年12月20日 - 語言：中文 - 備註: 創作單曲                               | 1. 可是我愛你 | - 可是我愛你 （页面存档备份，存于） |
| 16th   | 《Thinking of You（너만 생각해）》 - 發行日期：2020年2月12日 - 語言：韓文 - 備註: 創作單曲.品牌合作曲 | 1. Thinking of You 2. Thinking of You（Inst.） | - Thinking of You （页面存档备份，存于） - Thinking of You (Loop Statuon Ver.) （页面存档备份，存于）                                                                             |
| 17th   | 《RADIO》 - 發行日期：2020年11月18日 - 語言：韓文、中文 - 備註: 創作單曲                              | 1. RADIO | - RADIO韓文版 （页面存档备份，存于） - RADIO中文版 （页面存档备份，存于） - RADIO Performance Ver. （页面存档备份，存于）                                                         |
| 18th   | 《JUST BE ME》 - 發行日期：2020年12月1日 - 語言：英語 - 備註: 創作單曲                                | 1. JUST BE ME | - JUST BE ME |
| 19th   | 《Moonlight》 - 發行日期：2023年1月11日 - 語言：英語 - 備註: 創作單曲                                 | 1. Moonlight | - Moonlight （页面存档备份，存于） |
| 20th   | 《Real Love Still Exists (feat. Yuna)》 - 發行日期：2023年3月8日 - 語言：英語 - 備註: 創作單曲        | 1. Real Love Still Exists (feat. Yuna) | - Real Love Still Exists (feat. Yuna) （页面存档备份，存于） |
| 21th   | 《SUMMER SKY》 - 發行日期：2023年7月18日 - 語言：英語 - 備註: 創作單曲                                | 1. SUMMER SKY | - SUMMER SKY |
| 22th   | 《Always Been You》 - 發行日期：2024年9月6日 - 語言：英語 - 備註: 創作單曲                            | 1. Always Been You 2. Always Been You (Acoustic) 3. Always Been You (Orchestra) 4. Always Been You (Sped Up) 5. Always Been You (Instrumental)              | - Always Been You - Always Been You (Retro Version)' Performance Ver. |
| 23th   | 《Hypnotized》 - 發行日期：2024年12月14日 - 語言：英語 - 備註: 創作單曲                               | 1. Hypnotized 2. Hypnotized (Instrumental) | - Hypnotized |

### 原聲帶
| 年份   | 歌曲名稱                                             | 類型 | 收錄專輯                              | 附註                              |
| 2013年 | Good Life                                            | 電影 | 《美味秘方》OST                       | 英文歌曲 與 少女時代 Tiffany      |
| 2015年 | 加油（힘내）                                         | 戲劇 | 《七顛八起具海拉》OST Part 1          | 與 Team Never Stop                |
| 2015年 | 灑向世界的愛（세상에 뿌려진 사랑만큼）               | 戲劇 | 《七顛八起具海拉》OST Part 2          | 與 Team Never Stop                |
| 2015年 | 你該待的地方（니가 있어야 할 곳）                    | 戲劇 | 《七顛八起具海拉》OST Part 4          | 與 Team Never Stop                |
| 2015年 | 真心（진심）                                         | 戲劇 | 《七顛八起具海拉》OST Part 7          | 與 Team Never Stop                |
| 2015年 | 上坡路（오르막길）                                   | 戲劇 | 《七顛八起具海拉》OST Part 8          | 與 Team Never Stop                |
| 2015年 | Aloha（아로하）                                      | 戲劇 | 《七顛八起具海拉》OST Part 9          | 與 Team Never Stop                |
| 2015年 | Bounce                                               | 戲劇 | 《七顛八起具海拉》OST Part 10         | 與 Team Never Stop                |
| 2015年 | 路#謊言（길#거짓말）                                 | 戲劇 | 《七顛八起具海拉》OST Part 10         |                                   |
| 2015年 | 愛情+（사랑+）                                       | 戲劇 | 《七顛八起具海拉》OST Part 11         | 與 柳星恩                         |
| 2015年 | 給禮物般的你（선물같은 너에게）                      | 戲劇 | 《七顛八起具海拉》OST Part 12         | 與 Team Never Stop                |
| 2015年 | 為了受苦的戀人 （힘겨워하는 연인들을 위하여）        | 戲劇 | 《七顛八起具海拉》OST Part 12         | 與 Team Never Stop                |
| 2016年 | 有我不怕                                             | 節目 | 《花樣姐姐中國版》OST                 | 中文歌曲                          |
| 2016年 | 不再是孩子                                           | 節目 | 《花樣姐姐中國版》OST                 | 中文歌曲                          |
| 2016年 | 我要走進你的心（니 맘에 들어갈래）                   | 戲劇 | 《住在我家的男人》OST                 | Feat.NCT Mark                     |
| 2017年 | It's You                                             | 戲劇 | 《當你沉睡時》OST Part 2              | 英文歌曲                          |
| 2018年 | 女兒情                                               | 電影 | 《西遊記·女兒國》片尾曲               | 中文歌曲                          |
| 2018年 | Odd Imagination（엉뚱한 상상 ）                      | 節目 | 《Sugar Man 2》 Part.6                | 與 Sunny                          |
| 2019年 | 當你孤單你會想起誰                                   | 電影 | 《狗狗的旅程》推廣曲                  | 中文歌曲                          |
| 2019年 | Fall in Luv                                          | 戲劇 | 《新入史官丘海昤》OST Part.1          |                                   |
| 2019年 | It's You（Seoul Busking Ver.）                       | 節目 | 《JTBC Begin Again3》 Episode 1       | 英文歌曲 與 Family Band           |
| 2019年 | There's Nothing Holdin' Me Back                      | 節目 | 《JTBC Begin Again3》 Episode 4       | 英文歌曲 與 Family Band           |
| 2019年 | Thinking Out Loud                                    | 節目 | 《JTBC Begin Again3》 Episode 5       | 英文歌曲 與 Family Band           |
| 2019年 | Untitled Love Song (Verona Piazza Bra Busking Ver.)  | 節目 | 《JTBC Begin Again3》 Episode 11      | 與 Family Band                    |
| 2019年 | I Luv U (Amalfi Night Sea Busking Ver.)              | 節目 | 《JTBC Begin Again3》 Episode 11      | 與 Family Band                    |
| 2019年 | I Love You (Verona Piazza delle Erbe Busking Ver.)   | 節目 | 《JTBC Begin Again3》 Episode 12      | 與 Family Band                    |
| 2019年 | Girls Like You (Sirmione Solo Busking Ver.)          | 節目 | 《JTBC Begin Again3》 Episode 13      | 英文歌曲                          |
| 2019年 | 舞蹈風暴主題曲                                       | 節目 | 《舞蹈風暴》主題曲                    | 中文歌曲                          |
| 2019年 | 別認慫（Never Get Low ）                             | 電影 | 《野蠻遊戲：全面晉級》主題曲          | 中文歌曲 與 蕭敬騰、潘瑋柏、Vava  |
| 2020年 | Youngblood（Drive In Busking Ver.）                  | 節目 | 《JTBC Begin Again Korea》 Episode 1  | 英文歌曲                          |
| 2020年 | Can't Stop the Feeling!（Stadium Busking Ver.）      | 節目 | 《JTBC Begin Again Korea》 Episode 3  | 英文歌曲                          |
| 2020年 | I Don't Want to Miss a Thing （Cinema Busking Ver.） | 節目 | 《JTBC Begin Again Korea》 Episode 5  | 英文歌曲                          |
| 2020年 | Believer（Opening Ver.）                             | 節目 | 《JTBC Begin Again Korea》 Episode 6  | 英文歌曲                          |
| 2020年 | 別離開                                               | 電影 | 《征途》主題曲                        | 中文歌曲                          |
| 2020年 | He's a Pirate                                        | 節目 | 《JTBC Begin Again Korea》 Episode 7  |                                   |
| 2020年 | Savage Love                                          | 節目 | 《JTBC Begin Again Korea》 Episode 9  | 英文歌曲                          |
| 2020年 | Marvin Gaye                                          | 節目 | 《JTBC Begin Again Korea》 Episode 10 | 英文歌曲                          |
| 2020年 | Faded                                                | 節目 | 《JTBC Begin Again Korea》 Episode 10 | 英文歌曲                          |
| 2020年 | Take Over                                            | 電競 | 《英雄聯盟2020世界大賽》主題曲        | 與 Jeremy McKinnon、MAX Schneider |
| 2021年 | Too Good to Be Ture                                  | 戲劇 | 《韓劇世界》OST Part 1                |                                   |
| 2021年 | Born A Winner                                        | 電競 | 《和平精英超級盃》主題曲              |                                   |
| 2021年 | Baba Says                                            | 電影 | 《尚氣》OST                           | 與 Adawa、Shayiting EL            |
| 2021年 | Harmony of Leaves                                    | 戲劇 | 《智異山》OST Part 12                 |                                   |

### 其他音樂作品
- 2007年 合作 Super Junior《Don't Don》（小提琴）
- 2009年 合作 張力尹《愛我》（Rap）
- 2010年 合作 S.M. THE BALLAD 《Don't Lie》（Rap）
- 2011年 合作 2011 Winter SMTown《Santa U Are The One》
- 2011年 合作 華麗的挑戰片尾曲《這是愛》（Rap）
- 2011年 翻唱 Henry✕Amber 《Happy Holidays》 （页面存档备份，存于）
- 2012年 翻唱 《Give Me Everything Tonight》
- 2012年 限定組合 Younique Unit《MAXSTEP》
- 2012年 合作 BoA 《One Dream 》(Rap)
- 2015年 合作 D&E 《Love That I Need》(Rap)
- 2016年 翻唱 《See You Again》、《Youth》、《愛我別走》、《Pillowtalk》 （页面存档备份，存于）、《飛機場的10:30》 （页面存档备份，存于）
- 2017年 Demo EXO《The Eve》Demo （页面存档备份，存于）
- 2018年 韓律廣告歌《我心中的空空空》 （页面存档备份，存于）
- 2019年 合作 g.o.d 二十周年紀念專輯《路》with IU、趙賢雅、楊多一 [85]
- 2019年 MBC Brand song 《撲通撲通MBC》 （页面存档备份，存于）
- 2019年 ELLE Korea 《7rings》 （页面存档备份，存于）、《Love of My Life》 （页面存档备份，存于）、《Baby Shark》 （页面存档备份，存于）、《Untitled Love Song》 （页面存档备份，存于）
- 2019年 合作 金政模《Peach》（小提琴）
- 2019年 樂堡開躁全球音樂計畫 Henry✕Clean Bandit《OPEN TO MORE》
- 2019年 翻唱 《Faded》 （页面存档备份，存于）、《Happy》 （页面存档备份，存于）、《How To Love》、《Youngblood》、《龍的傳人》
- 2019年 旗安84連載漫畫"回春"背景音樂 《Return》
- 2020年 合作 Henry✕AlunaGeorge✕FarEastMovement 《Nice Things》中英兩版 （页面存档备份，存于）
- 2020年 合作 Henry✕Yanadoo Hope Project 《Trust Your Pace》 （页面存档备份，存于）
- 2020年 合作 林憲日《Crying》（小提琴）
- 2020年 樂堡開躁全球音樂計畫 Henry✕The Chainsmokers《靈感》
- 2020年 下班Henry 《Stuck with U》 （页面存档备份，存于）、《Shallow》 （页面存档备份，存于）w/臉紅的思春期
- 2020年 LG廣告歌 《All Better》 （页面存档备份，存于）
- 2021年 BMW廣告 《Thunder》 （页面存档备份，存于）
- 2021年 下班Henry 《Like I'm Gonna Lose You》 （页面存档备份，存于）、 《For You》 （页面存档备份，存于）w/李遐怡
- 2021年 下班Henry 《How Deep Is Your Love》 （页面存档备份，存于）w/Paul Kim
- 2021年 下班Henry 《You're Beautiful》 （页面存档备份，存于）w/10CM
- 2021年 下班Henry 《Dance Monkey》 （页面存档备份，存于）w/Jessi
- 2021年 下班Henry 《Rolling in the deep》 （页面存档备份，存于）、《Peaches》 （页面存档备份，存于）w/Ailee
- 2021年 合作 Henry✕王源 《Home(歸)》 （页面存档备份，存于）
- 2022年 合作 Henry✕JVKE 《初光(golden hour)》 （页面存档备份，存于）

### 作詞、作曲
個人歌曲
| 日期                      | 演唱人 | 歌曲                                         | 詞     | 曲     | 專輯                                |
| 未發行                    | 未發行 | 未發行                                       | 未發行 | 未發行 | 未發行                              |
| ------------------------- | ------ | -------------------------------------------- | ------ | ------ | ----------------------------------- |
| 2010年2月20日             | Henry  | 《Sick of Love》                             |        |        | 演唱會表演，未發行音源              |
| 收錄於個人專輯(NoizeBank) |        |                                              |        |        |                                     |
| 2013年6月7日              | Henry  | 《1-4-3(I Love You》                         |        |        | 首張迷你專輯《Trap》                |
| 2013年6月7日              | Henry  | 《My Everything》                            |        |        | 首張迷你專輯《Trap》                |
| 2013年6月7日              | Henry  | 《Ready 2 Love》                             |        |        | 首張迷你專輯《Trap》                |
| 2013年8月23日             | Henry  | 《1-4-3(I Love You》Acoustic ver.            |        |        | 首張數位單曲《1-4-3》               |
| 2013年8月23日             | Henry  | 《1-4-3(I Love You》NoizeBank Extended Remix |        |        | 首張數位單曲《1-4-3》               |
| 2014年7月14日             | Henry  | 《Bad Girl》                                 |        |        | 第二張迷你專輯《Fantastic》         |
| 2014年7月14日             | Henry  | 《Saturday》                                 |        |        | 第二張迷你專輯《Fantastic》         |
| 2014年7月14日             | Henry  | 《Butterfly》                                |        |        | 第二張迷你專輯《Fantastic》         |
| 2014年7月14日             | Henry  | 《자꾸자꾸(You)》                            |        |        | 第二張迷你專輯《Fantastic》         |
| 2020年11月18日            | Henry  | 《Radio》                                    |        |        | 第三張迷你專輯《Journey》           |
| 2020年11月18日            | Henry  | 《Hands Up》                                 |        |        | 第三張迷你專輯《Journey》           |
| 2020年11月18日            | Henry  | 《지금이야(Right Now)》                      |        |        | 第三張迷你專輯《Journey》           |
| 2020年11月18日            | Henry  | 《Just Be Me》                               |        |        | 第三張迷你專輯《Journey》           |
| 2020年11月18日            | Henry  | 《우리집(COME OVER)》                        |        |        | 第三張迷你專輯《Journey》           |
| 2020年11月18日            | Henry  | 《難忘的Radio》                              |        |        | 第三張迷你專輯《Journey》           |
| 數位單曲/原聲帶           |        |                                              |        |        |                                     |
| 2013年                    | Henry  | 《Good Life》                                |        |        | 《花漾廚神/美味秘方》電影原聲帶     |
| 2016年5月21日             | Henry  | 《有我不怕》                                 |        |        | 《花樣姐姐中國版第二季》 電視原聲帶 |
| 2016年5月21日             | Henry  | 《不再是孩子》                               |        |        | 《花樣姐姐中國版第二季》 電視原聲帶 |
| 2016年10月14日            | Henry  | 《Runnin'》                                  |        |        | 數位單曲                            |
| 2016年10月26日            | Henry  | 《我要走進你的心》                           |        |        | 《住在我家的男人》電視原聲帶        |
| 2017年3月18日             | Henry  | 《Girlfriend》                               |        |        | 數位單曲                            |
| 2017年4月29日             | Henry  | 《Real Love》                                |        |        | 數位單曲                            |
| 2017年5月10日             | Henry  | 《Real Love》Acoustic ver.                   |        |        | 數位單曲                            |
| 2017年6月23日             | Henry  | 《I'm Good》                                 |        |        | 數位單曲                            |
| 2017年8月30日             | Henry  | 《That One》                                 |        |        | 數位單曲                            |
| 2017年9月15日             | Henry  | 《U & I》                                    |        |        | 數位單曲                            |
| 2017年10月4日             | Henry  | 《It's You》                                 |        |        | 《當你沉睡時》電視原聲帶            |
| 2018年2月2日              | Henry  | 《Monster》韓、英、中ver.                    |        |        | 數位單曲                            |
| 2018年11月1日             | Henry  | 《hey bro》                                  |        |        | SK Broadband廣告主題曲              |
| 2019年5月9日              | Henry  | 《Untitled Love Song》                       |        |        | 專輯先行曲                          |
| 2019年8月9日              | Henry  | 《I Luv U》                                  |        |        | 數位單曲                            |
| 2019年8月22日             | Henry  | 《I Like It（你怎么这个亚子）》              |        |        | 數位單曲                            |
| 2019年10月20日            | Henry  | 《Don't Forget（한강의 밤）》                |        |        | 數位單曲                            |
| 2019年12月20日            | Henry  | 《可是我愛你》                               |        |        | 數位單曲                            |
| 2020年2月12日             | Henry  | 《Thinking of You》                          |        |        | 數位單曲                            |
| 2021年4月16日             | Henry  | 《Too Good to Be True》                      |        |        | 《韓劇世界》電視原聲帶              |
| 2023年1月11日             | Henry  | 《Moonlight》                                |        |        | 數位單曲                            |
| 2023年3月8日              | Henry  | 《Real Love Still Exists (feat. Yuna)》      |        |        | 數位單曲                            |
| 2023年7月18日             | Henry  | 《SUMMER SKY》                               |        |        | 數位單曲                            |
| 2024年9月6日              | Henry  | 《Always Been You》                          |        |        | 數位單曲                            |
| 2024年12月14日            |        | 《Hypnotized》                               |        |        | 數位單曲                            |

SJ-M及其相關團體
| 日期           | 演唱人                  | 歌曲                        | 詞 | 曲 | 專輯                                             |
| -------------- | ----------------------- | --------------------------- | -- | -- | ------------------------------------------------ |
| 2010年6月28日  | SJ                      | 《All My Heart》            |    |    | SJ第四張正規專輯《Bonamana》C版                  |
| 2011年2月25日  | Henry                   | 《表白(Off My Mind)》       |    |    | SJM第二張迷你專輯《太完美》                      |
| 2011年9月19日  | SJ                      | 《Andante》                 |    |    | SJ第五張正規專輯《Mr. Simple》C版                |
| 2011年11月19日 | 銀赫                    | 《Say My Name》             |    |    | 《SUPER JUNIOR WORLD TOUR 「SUPER SHOW 4」LIVE》 |
| 2013年1月7日   | SJM                     | 《Go》Chinese ver.          |    |    | SJM第二張正規專輯《Break Down》                  |
| 2013年1月7日   | SJM                     | 《It's you》                |    |    | SJM第二張正規專輯《Break Down》                  |
| 2013年1月31日  | SJM                     | 《Go》Korean ver.           |    |    | SJM第二張正規專輯《Break Down》                  |
| 2013年3月23日  | Henry、始源、東海、銀赫 | 《So Cold》                 |    |    | 《SUPER JUNIOR WORLD TOUR 「SUPER SHOW 5」LIVE》 |
| 2013年6月19日  | D&E                     | 《Love That I Need》        |    |    | D&E第二張日語單曲《I Wanna Dance》               |
| 2014年3月21日  | SJM                     | 《無所謂》                  |    |    | SJM第三張迷你專輯《Swing》                       |
| 2015年3月9日   | D&E                     | 《Lights, Camera, Action!》 |    |    | D&E第一張迷你專輯《The Beat Goes On》            |
| 2015年11月10日 | D&E                     | 《Let's Get It On》         |    |    | D&E第四張日語單曲《Let's Get It On》             |

其他
| 日期           | 演唱人       | 歌曲                                | 詞 | 曲   | 附註                                                  |
| -------------- | ------------ | ----------------------------------- | -- | ---- | ----------------------------------------------------- |
| 2014年9月29日  | BeatBurger   | 《She So High》Acoustic ver.        |    | 編曲 | BeatBurger首張迷你專輯 《Electric Dream》             |
| 2015年11月17日 | 鐘鉉         | 《Beautiful Lady》                  |    |      | 韓劇《我的維納斯 OST Part.1》                         |
| 2016年10月14日 | SE7EN        | 《GIVE IT TO ME》                   |    |      | SE7EN 第三張迷你專輯《I AM SE7EN》                    |
| 2017年3月18日  | 認識的哥哥   | 《認識的哥哥主題曲》                |    |      | 韓綜認識的哥哥EP67、EP70                              |
| 2017年7月18日  | EXO          | 《前夜The Eve》                     |    |      | EXO第四張正規專輯《THE WAR》                          |
| 2017年7月21日  | 朴載正、Mark | 《Lemonade Love》                   |    |      | 韓綜雪球計畫創作歌曲，SM STATION發行                  |
| 2018年1月3日   | Henry        | 《我心裡的空空空 내 마음의 콩콩콩》 |    |      | 韓律HANYUL 黑豆面霜系列廣告歌                         |
| 2018年1月9日   | Henry        | 《女兒情》                          |    | 編曲 | 改編，電影《西遊記·女兒國》 片尾曲                    |
| 2018年2月26日  | Henry、Sunny | 《Odd Imagination 奇妙的想像》      |    | 編曲 | 改編，韓綜《Two Yoo Project - Sugar Man2 OST Part.6》 |
| 2019年5月13日  | Henry        | 《當你孤單你會想起誰》              |    | 編曲 | 改編，電影《狗狗的旅程》中國區推廣曲                  |
| 2019年8月12日  | Henry        | 《OPEN TO MORE》                    |    |      | 樂堡開躁全球音樂計畫                                  |
| 2019年8月13日  | 不適用       | 《Kakao Talk Facetime連接音》       |    | 編曲 | 改編，Kakao Talk時隔五年更新之連接音版本              |
| 2019年11月29日 | 不適用       | 《Return》                          |    |      | 旗安84連載漫畫"回春"之背景音樂                        |
| 2020年4月6日   | Henry        | 《Trust Your Pace》                 |    |      | Yanadoo X Henry Hope Project                          |
| 2020年7月24日  | Henry        | 《靈感》                            |    |      | 樂堡開躁全球音樂計畫                                  |
| 2020年8月12日  | Nlve         | 《how do i》                        |    |      |                                                       |
| 2021年8月18日  | Henry、王源  | 《Home(歸)》                        |    |      | 王源專輯《夏野了》                                    |
| 2022年11月18日 | Henry、JVKE  | 《初光(golden hour)》               |    |      | JVKE《golden hour》中文版                             |

### 台灣“五大唱片”銷售金榜
- 2013年6月14日-20日 共1週 日韓榜第一位 首張迷你專輯「Trap」(韓國進口版)
- 2013年7月5日-11日 共1週 日韓榜第一位 首張迷你專輯「Trap」(台壓版)
- 2014年8月15日-21日 共1週 日韓榜第二位 第二張迷你專輯「Fantastic」(台壓版)

## 演唱會
團體活動參見：Super Junior-M活動列表

### 粉絲見面會
| 日期                           | 站次   | 舉行地點                       |
| GET TOGETHER WITH HENRY LAU    |        |                                |
| 2017年7月2日                   | 泰國站 | 曼谷素坤逸中心55超豪華酒店     |
| HAPPY HENRY DAY WITH STRINGS   |        |                                |
| 2017年10月11日                 | 首爾站 | 首爾奧林匹克公園Muse Live Hall |
| Happy Henry Day : 나 혼자 한다 |        |                                |
| 2018年10月27日                 | 首爾站 | 祥明大學藝術中心Gyedang Hall   |

### SMTOWN
| 日期                                 | 演唱會站次 | 舉行地點                             |
| SMTOWN Live World Tour 2008          |            |                                      |
| 2008年8月15日                        | 首爾站     | 首爾奧林匹克主體育場                 |
| 2008年9月13日                        | 上海站     | 上海體育館                           |
| 2009年2月7日                         | 曼谷站     | Muang Thong Thani Stadium            |
| SMTOWN Live World Tour 2             |            |                                      |
| 2010年8月21日                        | 首爾站     | 首爾奧林匹克主體育場                 |
| 2010年9月4日                         | 洛杉磯站   | 斯台普斯中心                         |
| 2010年9月11日                        | 上海站     | 上海虹口足球場                       |
| 2011年1月25-26日                     | 東京站     | 東京國立代代木競技場                 |
| 2011年10月23日                       | 紐約站     | 紐約麥迪遜廣場花園                   |
| SMTOWN Live in Tokyo Special Edition |            |                                      |
| 2011年9月2-4日                       | 東京站     | 東京巨蛋                             |
| SMTOWN Live World Tour 3             |            |                                      |
| 2012年6月9日                         | 台灣站     | 新竹縣立體育場                       |
| 2012年8月4-5日                       | 東京站     | 東京巨蛋                             |
| 2012年8月18日                        | 首爾站     | 韓國首爾蠶室體育館                   |
| 2012年9月22日                        | 雅加達站   | 雅加達激流蓬卡諾體育場               |
| 2012年11月23日                       | 新加坡站   | 濱海灣浮動舞台                       |
| 2012年11月25日                       | 曼谷站     | 曼谷孟通他尼體育場                   |
| 2013年10月19日                       | 北京站     | 北京國家體育場                       |
| 2013年10月26-27日                    | 東京站     | 東京巨蛋                             |
| SMTOWN Week                          |            |                                      |
| 2013年12月28-29日                    | 京畿道     | 韓國國際展覽中心                     |
| SMTOWN Live World Tour 4             |            |                                      |
| 2014年8月15日                        | 首爾站     | 韓國首爾上岩洞世界杯競賽場           |
| 2014年10月4-5日                      | 東京站     | 日本東京體育場「味之素球場」         |
| 2014年10月18日                       | 上海站     | 中國上海體育場                       |
| 2015年3月21日                        | 台灣站     | 新竹縣立體育場                       |
| 2015年7月5-6日                       | 東京站     | 東京巨蛋                             |
| 2015年7月25-26日                     | 大阪站     | 大阪巨蛋                             |
| SMTOWN Live World Tour 5             |            |                                      |
| 2016年7月16-17日                     | 大阪站     | 大阪巨蛋                             |
| 2016年8月13-14日                     | 東京站     | 東京巨蛋                             |
| SMTOWN Live World Tour 6             |            |                                      |
| 2017年7月8日                         | 首爾站     | 首爾世界盃體育場                     |
| 2017年7月15-16日                     | 大阪站     | 大阪巨蛋                             |
| 2017年7月27-28日                     | 東京站     | 東京巨蛋                             |
| 2018年4月6日                         | 杜拜站     | Autism Rocks Arena Dubai Outlet Mall |

### 其他大型演唱會
| 日期              | 演唱會名稱                             | 舉行地點                          |  |
| 2013年7月1日      | 香港巨蛋音樂節                         | 香港九龍城前啟德機場跑道          |  |
| 2013年8月17日     | KBS&JMC K-POP Concert in Thailand 2013 | Rajamangala National Stadium      |  |
| 2013年8月24日     | KCON 2013 in LA                        | 洛杉磯紀念體育競技場              |  |
| 2013年8月25日     | KCON 2013 in LA                        | 洛杉磯紀念體育競技場              |  |
| 2014年7月1日      | 香港巨蛋音樂節                         | 香港九龍城前啟德機場跑道          |  |
| 2014年10月12日    | 勇敢逐夢‧舞動未來– SAMSUNG公益演唱會   | 台北市立大學天母體育館            |  |
| 2014年11月2日     | 第11屆亞洲音樂節                       | 釜山亞運會主賽場                  |  |
| 2015年5月23日     | 樂天家族演唱會                         | 首爾蠶室綜合運動場                |  |
| 2015年8月14日     | 光復70周年特典-DMZ和平演唱會           | 京畿道坡州市臨津閣和平公園        |  |
| 2015年10月4日     | 江南韓流音樂節                         | 首爾江南區清潭洞永東大路特設舞台  |  |
| 2016年10月1日     | 2016達城100名鋼琴家音樂會              | 大邱花園遊園地沙門津渡口          |  |
| 2016年12月31日    | 上星20周年湖南衛視2016-2017跨年演唱會  | 深圳灣體育中心春繭體育場          |  |
| 2017年7月1日      | The Monster concert #5                 | 首爾YES24 LIVE HALL               |  |
| 2017年8月29日     | 2017雪球企劃演唱會                     | 首爾YES24 LIVE HALL               |  |
| 2017年12月31日    | 湖南衛视2017-2018跨年演唱會            | 湖南國際會展中心                  |  |
| 2019年7月27日     | 青春芒果夜                             | 湖南國際會展中心                  |  |
| 2019年9月1日      | Someday Festival 2019                  | 首爾蘭芝漢江公園                  |  |
| 2019年10月19日    | 抖音美好奇妙夜 2019浙江衛視秋季盛典    | 廣州寶能國際體育演藝中心          |  |
| 2019年11月10日    | 湖南衛視蘇寧易購雙11晚會               | 湖南國際會展中心                  |  |
| 2019年11月16-17日 | 2019 SOMEDAY THEATRE PLEROMA           | 首爾COEX D HALL                   |  |
| 2019年12月31日    | 浙江衛視感恩有你跨年晚會               | 廣州寶能觀致文化中心              |  |
| 2021年8月18日     | 湖南衛視818全球汽車夜                  | 湖南長沙                          |  |
| 2021年10月3日     | 潮拜音樂節                             | 四川成都                          |  |
| 2021年11月7日     | 頭號領地音樂節                         | 上海                              |  |
| 2021年11月10日    | 2021天貓雙11狂歡夜                     | 上海市梅賽德斯-奔馳文化中心       |  |
| 2024年12月25日    | 釜山 Someday Festival                  | 釜山Bexco展演中心                 |  |
| 2024年12月31日    | 吉隆坡 TRX 跨年倒數 Party              | 馬來西亞 Raintree Plaza           |  |
| 2025年2月15日     | 迪拜 MeraMoon Festival                 | Expo City Dubai,Al Wasl Plaza     |  |
| 2025年3月15日     | 溫州 龍娛·閃耀星空音樂盛典             | 溫州奧體中心主體育場              |  |
| 2025年4月12日     | 海南海口WATERBOMB水彈音樂節            | 海口長影環球100奇幻樂園三號停車場 |  |
| 2025年4月19日     | 動感地帶音樂盛典·17th咪咕匯            | 泉州海峽體育中心體育場            |  |
| 2025年5月2日      | 武漢汽水音樂節                         | 武漢INTIME 音樂公園               |  |
| 2025年5月4日      | 首爾 Youth Weather Night 音樂節        | 首爾石油儲備文化公園              |  |
| 2025年5月10日     | 廣州佛山 樂見潮向音樂嘉年華            | 佛山千燈湖音樂秀場                |  |
| 2025年5月17日     | 安徽 百度黃山青松音樂節                | 黄山市屯溪區徽菜博物馆            |  |
| 2025年6月2日      | SXSW 倫敦音樂節開幕秀                  | Village Underground, London       |  |

## 獎項

### 其他獎項
| 年份   | 名稱                             | 獎項                              | 提名項目                             | 結果 |
| 2014年 | 香港IFPI唱片銷量大獎             | 最暢銷日韓語唱片獎                | 《Trap》                             | 獲獎 |
| 2014年 | 第6屆新加坡e樂大賞               | 亞洲最佳新人賞                    | Henry                                | 獲獎 |
| 2014年 | 第6屆新加坡e樂大賞               | 人氣韓語MV獎                      | 《Trap》                             | 獲獎 |
| 2014年 | 香港新城國語力頒獎禮             | 新城國語力全國偶像獎              | Henry                                | 獲獎 |
| 2014年 | 香港新城國語力頒獎禮             | 新城國語力亞洲跳唱偶像獎          | Henry                                | 獲獎 |
| 2014年 | 第11屆亞洲音樂節                 | 亞洲最佳歌手獎                    | Henry                                | 獲獎 |
| 2014年 | MBC演藝大賞                      | 男子新人賞                        | Henry－真正的男人                    | 獲獎 |
| 2014年 | MBC演藝大賞                      | 最佳情侶賞                        | Henry•朴建衡－真正的男人             | 提名 |
| 2017年 | 泰國頭條新聞年度風雲人物頒獎典禮 | 年度風雲人物最具影響力獎          | Henry                                | 獲獎 |
| 2017年 | 第14屆MAHB年度先生盛典           | 年度新勢力偶像獎                  | Henry                                | 獲獎 |
| 2017年 | MBC演藝大賞                      | 男子優秀賞                        | Henry－我獨自生活、世界上所有放送    | 獲獎 |
| 2017年 | MBC演藝大賞                      | 年度綜藝節目獎                    | 我獨自生活                           | 獲獎 |
| 2018年 | 2017移動視頻風雲盛典             | 年度期待音樂人                    | Henry                                | 獲獎 |
| 2018年 | 風度UNO Young周年派對暨紅人大賞  | 年度全能偶像獎                    | Henry                                | 獲獎 |
| 2018年 | 第15屆MAHB年度先生盛典           | 年度新銳音樂人                    | Henry                                | 獲獎 |
| 2019年 | MTN放送廣告節                    | CF Star賞                         | Henry                                | 獲獎 |
| 2019年 | MTN放送廣告節                    | 觀眾最優秀賞                      | Henry－奧樂蜜C                       | 獲獎 |
| 2019年 | 第14屆A-Awards                   | Artist of the Year Creativity部門 | Henry                                | 獲獎 |
| 2019年 | 2020韓國第一品牌大賞             | 引領2020年品牌 Entertainer賞      | Henry                                | 獲獎 |
| 2019年 | MBC演藝大賞                      | 最佳團隊合作獎                    | Henry•李施彥•旗安84•成勛－我獨自生活 | 獲獎 |
| 2019年 | MBC演藝大賞                      | 最佳情侶賞                        | Henry•旗安84－我獨自生活             | 獲獎 |
| 2019年 | MBC演藝大賞                      | 年度綜藝節目獎                    | 我獨自生活                           | 獲獎 |
| 2020年 | 第8屆年度藝術支援者大獎          | 個人部門                          | Henry                                | 獲獎 |
| 2025年 | 音樂盛典咪咕匯                   | 年度海外最佳唱作人                | Henry                                | 獲獎 |

| 年份 | 名稱                                       | 獎項                                                              | 提名項目                  | 結果 |
| 2004 | Canadian Royal Conservatory of Music (RCM) | Regional Gold Medal(the highest mark)                             | Level 10 violin           | 獲獎 |
| 2004 | Canadian Royal Conservatory of Music (RCM) | Regional Gold Medal                                               | Level 10 piano            | 獲獎 |
| 2007 | Jean Lumb Awards                           | 10th Anniversary Commemorative Awards for Outstanding Achievement | Henry Lau                 | 獲獎 |
| 2014 | 澳洲SBS PopAsia Awards2014                 | Best Solo Artist                                                  | Henry                     | 獲獎 |
| 2014 | Korean Updates Awards2014                  | Best Male Solo                                                    | Henry                     | 獲獎 |
| 2017 | Korean Updates Awards2017                  | Ost of The Year                                                   | 《It's you》當你沉睡時OST | 獲獎 |
| 2018 | SPOTIFY 2018年度最佳串流排行榜             | Most Streamed Tracks Korean OST                                   | 《It's you》當你沉睡時OST | 獲獎 |
| 2019 | SPOTIFY 2019年度最佳串流排行榜             | Most Streamed Tracks Korean OST                                   | 《It's you》當你沉睡時OST | 獲獎 |

## 備註

## 外部連結
- Henry 全球官方網站
- Henry的Instagram帳戶
- Henry Youtube官方頻道
- Henry Tiktok官方頻道
- Henry的新浪微博
- Henry的小紅書
- Henry的X（前Twitter）
- Henry的Facebook專頁

- Henry Weverse官方粉絲社區

(Henry’s Weverse community will officially close as of 10:00 AM KST on October 14, 2024.)